# La Toya Jackson
La Toya Yvonne Jackson (Gary, 29 de maio de 1956) é uma cantora e compositora norte-americana. Ela é a quinta filha da bem-sucedida família Jackson.

## A infância
La Toya Jackson é a quinta dos nove filhos de Joseph e Katherine Jackson. Ao crescer, La Toya era uma pessoa caseira e tímida. Depois que sua mãe se tornou um membro das Testemunhas de Jeová em 1965, La Toya, junto com seu irmão Michael, seguiu a religião. Ela gastou boa parte do seu tempo (ao lado de sua mãe) pregando porta a porta. "Todas as manhãs, Michael e eu testemunhávamos, batendo nas portas em Los Angeles, espalhando a palavra do Senhor."
Em 2019, revelou, numa entrevista a um programa de televisão norte-americano, que foi violada pelo pai, Joe Jackson, quando tinha apenas 11 anos.
La Toya aspirava a ser uma advogada especializada em direito empresarial. Ela freqüentou a faculdade por um curto período antes de seu pai insistir para que ela prosseguir uma carreira no show business, como o resto da família.

## The Jacksons
Em 1976 e 1977, La Toya e suas irmãs Rebbie e Janet apareceram em todos os doze episódios de "The Jacksons", um programa de variedades na CBS. Junto com seus irmãos, La Toya e suas irmãs cantavam, dançavam e realizavam esquetes. Em 1978, durante as filmagens do filme de seu irmão "The Wiz" La Toya viajou com seu ele para Nova York. Compartilharam um apartamento, era a primeira vez que eles viviam em outro lugar como adultos. Rebbie, La Toya e Janet formaram um grupo musical de curta duração. No entanto, elas nunca cantaram ao vivo e logo se separaram devido a diferenças criativas. Como consequência nenhum material relacionado foi já lançado pelo trio. No ano seguinte ela começou a trabalhar no seu primeiro álbum solo.

## Carreira solo
Em 1980, La Toya lançou seu álbum auto-intitulado. A fim de se diferenciar dos seus irmãos famosos, The Jacksons, La Toya queria apenas seu primeiro nome no álbum. "Pedi apenas para usar La Toya. Mas meu pai disse: 'É o seu sobrenome. Você tem que usá-lo'. Mas eu queria ver o que eu poderia fazer sozinha." Seu segundo single, "Night Time Lover", foi produzido pelo irmão mais novo, Michael. Por sua vez, ela deu o grito de abertura no hit de 1980 de seus irmãos "This Place Hotel", bem como ajudou no backing vocal da música de Michael "PYT (Pretty Young Thing)". Em 1982, La Toya lançou um segundo álbum e em 1984 lançou seu aclamado álbum Heart Don't Lie. Em 1985, Jackson ela participa do single "We Are the World", e no mesmo ano, fez um vídeo antidrogas com a música "Stop the Madness".

## Saída da casa da família e Playboy
Em 1987, Jack Gordon foi contratado para ser o empresário de La Toya no lugar de seu pai, Joseph. Mais tarde, ele assumiu a sua gestão completamente. Sob a gestão de Gordon, a imagem pública de La Toya tornou-se cada vez mais sexy. Katherine Jackson recordou o choque de ver La Toya dançando de uma forma sugestiva, em 1988, pela primeira vez em sua autobiografia My Family, The Jacksons: "Ela era tão conservadora e começou usar tops com decote e saias com fendas nelas." Katherine acreditava que Gordon distanciou La Toya de sua família para que ele pudesse "tornar-se a influência dominante na sua vida." Nessa época, La Toya foi desassociada das Testemunhas de Jeová. Desafiando seu pai, ela fez uma saída tempestuosa de propriedade da família para fixar residência em Nova York.
No final de 1988, La Toya lançou o álbum La Toya, que apresentava os singles "You're Gonna Get Rocked!" e "(Ain't Nobody Loves You) Like I Do". Em março de 1989, La Toya saiu de topless na revista Playboy. Ela viu a situação como uma declaração de independência de sua educação conservadora e "para mostrar aos meus pais que não podiam mais mandar em mim - que eu controlo a minha vida." A capa foi um dos temas de maior sucesso na história da Playboy, transformando La Toya em um símbolo sexual. Na sua época de lançamento, vendeu mais de oito milhões de cópias. Ela posou novamente na Playboy em 1991 para promover a sua autobiografia e, posteriormente, atuou em um vídeo de 1994 para a revista. Mais tarde foi revelado que La Toya inicialmente se recusou mas Gordon batia nela. Em 1989, ela começou a gravar seu sexto álbum Bad Girl.

## Notoriedade, o abuso do marido e afastamento da família Jackson
Em cinco de setembro de 1989, após um show em Nevada, La Toya casou-se a força com Gordon, dizendo que era para sua própria proteção e contra o sequestro de sua família. La Toya Jackson afirma que foi planejado e contra a sua vontade. Segundo ela, "eu disse a ele: 'De jeito nenhum, Jack! Eu não posso me casar com você. Você sabe o que o casamento significa para mim. Eu nunca estive apaixonada, eu nem sequer namorei... Não é certo. Eu não te amo. Eu não tenho sentimentos por você." La Toya tentou correr para fora da capela, três vezes, mas o guarda-costas Antonio Rossi agarrou-a, dizendo: "Há certas coisas que você tem que fazer. Mesmo se você não quiser." La Toya disse à revista Ebony que o casamento foi "estritamente apenas no nome. Nunca foi consumado." Seis meses depois do casamento, ela pediu a anulação do casamento em Roma, Itália. Em resposta, Gordon bateu a cabeça dela repetidamente contra o canto da mesa da sala do hotel dizendo que ele nunca iria deixá-la ir. Um paparazzi posteriormente fotografou La Toya com os olhos negros. A partir deste ponto, ela perdeu todo o contato com sua família e escreveu uma autobiografia, "La Toya: Growing Up in the Jackson Family", onde acusou o pai de abuso físico. Durante a próxima década, ela foi controlada por Gordon com ameaças, mentiras e violência rotineira. Segundo ela, "Quando ele me bateu pela primeira vez, eu estava em estado de choque." Gordon confiscou o passaporte de La Toya, transferiu suas contas bancárias para seu nome, contratou seguranças para ficarem de olho em La Toya constantemente e proibiu-a de falar ou ver sua família, até as ligações telefônicas eram vigiadas. O pai de La Toya, Joseph afirmou em seu livro que ele acreditava que Gordon fez uma lavagem cerebral em La Toya e a fez ter medo de sua própria família. Katherine também acreditava que La Toya tinha sofrido uma lavagem cerebral. A irmã Janet concordou com seus pais dizendo que, ao mesmo tempo, "acho que esse cara que está com ela fez uma lavagem cerebral nela e ela ficou assim... Ela a mantém distante da família."
Em 1993, em sua casa em Nova York, Gordon bateu em La Toya repetidamente com uma cadeira pesada deixando-a com hematomas, lábios inchados e queixo "do tamanho de um punho fechado", ela teve que fazer 12 pontos na boca e ficou com contusões na face, braços, pernas e costas. Ela perdeu a consciência durante o espancamento, fazendo Gordon pensar que ela estava morta. Ela lembrou: "Ele chamou os seus amigos e disse: 'Ela está morta. Matei ela,' porque eu estava deitada em uma poça de sangue e eu estava desacordada." Gordon foi preso, mas liberado em seguida, alegando que ele bateu em La Toya em autodefesa. Em dezembro de 1993 Gordon organizou às pressas uma conferência de imprensa em Tel Aviv, onde La Toya leu um comunicado afirmando que a alegação de abuso sexual contra seu irmão mais novo de Michael poderia ser verdade. Isso causou uma reversão abrupta da defesa de Michael contra as acusações. Gordon afirmou que La Toya tinha provas e que ela estava disposta a revelar em troca de dinheiro. A guerra entre os tablóides dos EUA começou, mas terminou quando eles perceberam que suas revelações não eram o que tinham afirmado ser. De acordo com La Toya, Gordon ameaçou os irmãos Michael e Janet de morte se ela não seguisse suas ordens. Em 1996, Gordon tentou forçá-la a dançar em um clube de strip em Cleveland, Ohio. Ela se recusou a fazê-lo e, em troca, foi vaiada pela multidão predominantemente masculina. Quando ela se deu conta de que Gordon estava planejando um filme pornográfico para ela, ela decidiu que já tinha aguentado o bastante. La Toya ligou para o irmão Randy, que voou para Nova York para ajudá-la a escapar, enquanto Gordon fugiu. Apenas alguns dias depois, La Toya pediu o divórcio e processou Gordon por anos de abusos no âmbito da lei de Violência Contra a Mulheres.
La Toya Jackson voltou a se aproximar da família Jackson e voltou para casa. "Eu percebi que à medida que envelhecemos, nós crescemos e aprendemos muito mais. E eu acho que o meu pai e minha mãe, criavam os filhos da melhor maneira que sabiam." De acordo com La Toya, Michael sabia que ela foi forçada a atacá-lo na imprensa contra sua vontade e ele não a culpou. Durante seis anos ela fez poucas aparições públicas. Ela não sabia o que fazer com sua vida e teve medo de recomeçar. Ela lutava para reconstruir sua confiança: "Eu cheguei ao ponto de - bem, você sabe, os meios de comunicação dizem coisas como, 'Oh, ela não pode cantar. Ela não tem talento. Ela não pode dançar.' Comecei a acreditar nisso, e eu estava pensando, 'Oh meu Deus, como isto pôde acontecer comigo?'". Com os ataques de 11 de setembro, La Toya compôs "Free the World". Ela cantou a música para os amigos e a recepção foi positiva. Isso a estimulou a escrever mais canções, lançando o álbum Starin' Over. Após a morte de Jack Gordon, em 2005, ela estava livre para falar mais abertamente sobre o controle que ele exercia sobre sua vida. Em 2005, ela apareceu na ABC News para retratar suas alegações anteriores e defender o irmão Michael contra novas acusações de abuso infantil.

## Celebrity Big Brother e a morte de Michael
Em janeiro de 2009, foi pago a La Toya £ 103 000 para que ela participasse do programa de televisão britânico Celebrity Big Brother. Foi o segundo membro da família Jackson a estar no show, sendo o primeiro o seu irmão Jermaine, em 2007. A versão final do Startin 'Over foi concluída no final de 2008, pouco antes dela se juntar ao elenco do Celebrity Big Brother. O single que seria lançado no verão de 2009 foi suspenso devido à morte do irmão Michael Jackson. Em vez disso, "Home" foi lançado em 28 de julho de 2009, em memória de Michael com todos os rendimentos direcionados à AIDS Project Los Angeles, uma das suas instituições de caridade. La Toya Jackson foi a primeira dos irmãos ao chegar ao UCLA Medical Center em 25 de junho de 2009, após Michael ser declarado morto ao sofrer parada cardíaca. La Toya solicitou uma segunda autópsia depois de constatar medicamentos suspeitos na casa alugada de Michael. Em 13 de julho uma entrevista foi publicada no News of the World e Daily Mail onde ela foi a público falar sobre sua crença de que Michael havia sido assassinado. O juiz do condado de Los Angeles determinou a morte de Jackson como homicídio uma semana depois.

## Árvore genealógica da família Jackson
Árvore genealógica dos irmãos, pais e avós de Michael Jackson. Por simplificação, não estão incluídos filhos e sobrinhos:
|        |        |        |        |        |        |  |  |        |        |        |        | Samuel Jackson | Samuel Jackson | Samuel Jackson | Samuel Jackson | Samuel Jackson | Samuel Jackson |        |        |        |        |        |        | Crystal Lee King | Crystal Lee King | Crystal Lee King | Crystal Lee King | Crystal Lee King | Crystal Lee King |  |  | Prince Albert Screws | Prince Albert Screws | Prince Albert Screws | Prince Albert Screws | Prince Albert Screws | Prince Albert Screws |           |           |           |           |        |        | Martha Upshaw | Martha Upshaw | Martha Upshaw | Martha Upshaw | Martha Upshaw | Martha Upshaw |         |         |         |         |  |  |       |       |       |       |       |       |  |  |       |       |       |       |       |       |  |  |
|        |        |        |        |        |        |  |  |        |        |        |        | Samuel Jackson | Samuel Jackson | Samuel Jackson | Samuel Jackson | Samuel Jackson | Samuel Jackson |        |        |        |        |        |        | Crystal Lee King | Crystal Lee King | Crystal Lee King | Crystal Lee King | Crystal Lee King | Crystal Lee King |  |  | Prince Albert Screws | Prince Albert Screws | Prince Albert Screws | Prince Albert Screws | Prince Albert Screws | Prince Albert Screws |           |           |           |           |        |        | Martha Upshaw | Martha Upshaw | Martha Upshaw | Martha Upshaw | Martha Upshaw | Martha Upshaw |         |         |         |         |  |  |       |       |       |       |       |       |  |  |       |       |       |       |       |       |  |  |
|        |        |        |        |        |        |  |  |        |        |        |        |                |                |                |                |                |                |        |        |        |        |        |        |                  |                  |                  |                  |                  |                  |  |  |                      |                      |                      |                      |                      |                      |           |           |           |           |        |        |               |               |               |               |               |               |         |         |         |         |  |  |       |       |       |       |       |       |  |  |       |       |       |       |       |       |  |  |
|        |        |        |        |        |        |  |  |        |        |        |        |                |                |                |                |                |                | Joseph | Joseph | Joseph | Joseph | Joseph | Joseph |                  |                  |                  |                  |                  |                  |  |  |                      |                      |                      |                      | Katherine            | Katherine            | Katherine | Katherine | Katherine | Katherine |        |        |               |               |               |               |               |               |         |         |         |         |  |  |       |       |       |       |       |       |  |  |       |       |       |       |       |       |  |  |
|        |        |        |        |        |        |  |  |        |        |        |        |                |                |                |                |                |                | Joseph | Joseph | Joseph | Joseph | Joseph | Joseph |                  |                  |                  |                  |                  |                  |  |  |                      |                      |                      |                      | Katherine            | Katherine            | Katherine | Katherine | Katherine | Katherine |        |        |               |               |               |               |               |               |         |         |         |         |  |  |       |       |       |       |       |       |  |  |       |       |       |       |       |       |  |  |
|        |        |        |        |        |        |  |  |        |        |        |        |                |                |                |                |                |                |        |        |        |        |        |        |                  |                  |                  |                  |                  |                  |  |  |                      |                      |                      |                      |                      |                      |           |           |           |           |        |        |               |               |               |               |               |               |         |         |         |         |  |  |       |       |       |       |       |       |  |  |       |       |       |       |       |       |  |  |
|        |        |        |        |        |        |  |  |        |        |        |        |                |                |                |                |                |                |        |        |        |        |        |        |                  |                  |                  |                  |                  |                  |  |  |                      |                      |                      |                      |                      |                      |           |           |           |           |        |        |               |               |               |               |               |               |         |         |         |         |  |  |       |       |       |       |       |       |  |  |       |       |       |       |       |       |  |  |
|        |        |        |        |        |        |  |  |        |        |        |        |                |                |                |                |                |                |        |        |        |        |        |        |                  |                  |                  |                  |                  |                  |  |  |                      |                      |                      |                      |                      |                      |           |           |           |           |        |        |               |               |               |               |               |               |         |         |         |         |  |  |       |       |       |       |       |       |  |  |       |       |       |       |       |       |  |  |
| Rebbie | Rebbie | Rebbie | Rebbie | Rebbie | Rebbie |  |  | Jackie | Jackie | Jackie | Jackie | Jackie         | Jackie         |                |                | Tito           | Tito           | Tito   | Tito   | Tito   | Tito   |        |        | Jermaine         | Jermaine         | Jermaine         | Jermaine         | Jermaine         | Jermaine         |  |  | LaToya               | LaToya               | LaToya               | LaToya               | LaToya               | LaToya               |           |           | Marlon    | Marlon    | Marlon | Marlon | Marlon        | Marlon        |               |               | Michael       | Michael       | Michael | Michael | Michael | Michael |  |  | Randy | Randy | Randy | Randy | Randy | Randy |  |  | Janet | Janet | Janet | Janet | Janet | Janet |  |  |

## Discografia

### Álbuns de estúdio
- La Toya Jackson (1980)
- My Special Love (1981)
- Heart Don't Lie (1984)
- Imagination (álbum de La Toya Jackson)|Imagination]] (1986)
- La Toya (1988)
- Bad Girl (1991)
- No Relations (1991)
- Formidable (1992)
- From Nashville to You (1994)
- Stop in the Name of Love (1995)
- Startin' Over (2010)

### Singles
- "If You Feel the Funk" (1980)
- "Night Time Lover" (1980)
- "Stay The Night" (1981)
- "Bet'cha Gonna Need My Lovin'" (1983)
- "Heart Don't Lie" (1984)
- "Hot Potato" (1984)
- "He's a Pretender" (1986)
- "You're Gonna Get Rocked!" (1988)
- "Just Wanna Dance" (2004)
- "Free the World" (2004)
- "Feels Like Love" (2014)